# Années 1140
Les années 1140 couvrent la période de 1140 à 1149.

## Évènements
- 1135-1154 : poursuite de la guerre civile anglaise[1].
- 1136-1146 : conquête de la Normandie par Geoffroy Plantagenêt, comte d’Anjou. En 1141, il est maître de Caen, Bayeux, Lisieux et Falaise ; il prend Avranches en 1143, Rouen en 1144, Arques en 1146[2].
- 1140-1143 : conquête du pays des Wagriens au Holstein oriental et fondation de Lubeck (1143) ; début de la colonisation germanique à l’est du Saint-Empire (Drang nach Osten)[3].
- 1141-1142 : paix en Chine après le traité de Shaoxing[4].

- 1142/44-1162 : guerres baussenques en Provence[5].
- 1144-1145 : révolte en Espagne contre les Almoravides et début de la deuxième période de taïfas à Al-Andalus[6]. Reprise de la Reconquista avec la prise de Lisbonne de Santarem et d'Almeria (1147), de Tortosa, Lérida et Fraga (1148)[7].
- 1144-1146 : grande famine en Occident[8].
- 1145-1155 : Arnaud de Brescia, disciple d'Abélard qui préconise le retour de l’Église à sa pauvreté primitive, oblige le pape Eugène III  à  quitter Rome et restaure la République romaine (en)[8]. Il institue un sénat, un tribunat et un ordre équestre.
- 1146-1152 : les normands de Sicile attaquent les côtes de l'Afrique du Nord. L'Émir des Émirs Georges d'Antioche prend Tripoli en 1146, Mahdia en 1148, Sfax et Gabès en 1152[9].
- 1147 : 
  - prise de Séville et de Marrakech par les Almohades qui renversent les Almoravides au Maroc et Al-Andalus. Début de la conquête almohade d'al-Andalus[10].
  - croisade contre les Wendes[11].
- 1147-1149 : deuxième croisade[8].

- Vers 1140 :
  - décret de Gratien, recueil des textes du droit canonique composé à Bologne[12].
  - début de la période des chanoines augustins dans l’abbaye d’Abondance[13].

## Personnages significatifs

### Culture et religion
- Anne Comnène
- Bernard de Clairvaux
- Bernard de Morlaix ou Bernard de Cluny.
- Geoffroy de Monmouth
- Pierre le Vénérable

### Politique
- Abd al-Mumin
- Aliénor d'Aquitaine
- Alphonse VII de León et Castille
- Alphonse Jourdain
- Conrad III de Hohenstaufen
- Henri XII de Bavière
- Louis VII le Jeune
- Manuel Ier Comnène
- Mélisende de Jérusalem
- Mu'in ad-Din Unur
- Nur ad-Din
- Raymond de Poitiers
- Roger II de Sicile